# Badischer Landesverein für Naturkunde und Naturschutz
Der Badische Landesverein für Naturkunde und Naturschutz e.V. (BLNN) ist eine Vereinigung naturkundlich interessierter Fachleute und Liebhaber. Sie wird ehrenamtlich geleitet und steht jeder interessierten Person offen. Wichtige Aktivitäten des Vereins sind Exkursionen und Vorträge, ebenso wie die „Mitteilungen des Badischen Landesvereins für Naturkunde und Naturschutz, N.F.“ welche seit 1882 regelmäßig erscheinen.

## Arbeitsgruppen
Innerhalb des Vereins bestehen vier Arbeitsgruppen:

### Arbeitsgruppe Naturschutz Freiburg
Die Arbeitsgruppe Naturschutz (AGN) des BLNN betreibt aktiven Naturschutz und Landschaftspflege in und um Freiburg. So werden unter anderem Amphibienteiche zum Schutz und Erhalt der Gelbbauchunke am Fuße Schönbergs gepflegt. Für ihr Streuobstwiesenprojekt „Sängerruh“ erhielt die AGN 2015 den 2. Naturschutzpreis der Stadt Freiburg.

### Botanische Arbeitskreis Südbaden
Der Exkursionskreis ist eine Initiative botanisch Interessierter und richtet sich gleichermaßen an „Einsteiger“ und fortgeschrittene Pflanzenfreunde. Bei den Exkursionen werden gemeinsam Gebiete erkundet, Pflanzen und auch Tiere bestimmt und Lebensräume untersucht. Exkursionen finden u. a. nach Montenegro unter Leitung von Albert Reif statt.

### Freiburger Entomologische Arbeitskreis
Lokaler Zusammenschluss von Entomologen insbesondere mit dem Interesse an Käfern. Die Arbeitsgruppe forscht und arbeitet seit langem an der Erstellung der „Käferfauna des Kaiserstuhls“.

### Arbeitsgruppe Fledermausschutz
Die Arbeitsgruppe Fledermausschutz ist ein lokaler Ableger der AGF Baden-Württemberg.

## Ehrenmitglieder
Zahlreiche herausragende Persönlichkeiten waren oder sind Ehrenmitglieder des BLNN, darunter sind unter anderen:
- Wolfhard Wimmenauer
- Otti Wilmanns
- Erich Oberdorfer
- Arno Bogenrieder
- Dieter Knoch
- Kurt Bürger
- Fritz Geissert